# Sergio Melgarejo
Sergio Javier Melgarejo Herrero (San Marcelino, Valencia, 19 de diciembre de 1975), es un exfutbolista español que jugaba como delantero, se retiró en el verano de 2006 en la Unión Deportiva Vall de Uxó a los 30 años de edad.

## Biografía
Formado en las categorías inferiores del Valencia C. F. como delantero, Sergio Melgarejo debutó a los 17 años en Segunda B con el Valencia Mestalla de la mano de Juan Carlos Rodríguez el 21 de noviembre de 1993, en partido de la 14.ª jornada de Liga contra el Nàstic de Tarragona. El joven ariete fue alternando convocatorias con el juvenil y el filial durante los 2 siguientes cursos, completando un total de 23 partidos en los que anoto 8 goles.
La siguiente campaña, con Pep Balaguer en el banquillo, Melgarejo se asentó en las alineaciones, marcando 7 goles en 20 partidos, 14 de ellos como titular. Durante ese curso, tuvo la oportunidad de debutar con el primer equipo, en partido amistoso contra el Levante disputado en Mestalla el 10 de octubre de 1995, bajo las órdenes de Luis Aragonés.
Sin más oportunidades con el primer equipo, debido principalmente a la alta competencia con la llegada de las grandes estrellas del proyecto de Francisco Roig, Sergio jugó su la siguiente temporada en el filial valencianista, marcando 6 goles en 18 partidos. En el verano de 1997, club jugador acordaron que lo mejor para él era salir cedido para disfrutar de más minutos, por lo que el futbolista pasó ese año en el Polideportivo Almería, donde anotó 10 tantos en 31 partidos (29 como titular) y formó junto a Roberto Peragón una de las parejas más efectivas de la categoría. A su regreso a Valencia, Sergio jugaría su última campaña como jugador del Valencia Mestalla, marcando 8 goles en 23 partidos.
Finalizada la temporada, el futbolista de 23 años fichó por el Recreativo de Huelva de la Segunda División, aunque apenas tuvo relevancia en el conjunto andaluz bajo las órdenes del técnico Luis Alfonso del Barrio, ya que únicamente jugó un partido de Liga en la categoría de plata el 9 de octubre de 1999 contra el Badajoz (2-2). Tras su mala experiencia en el decano del fútbol español, ficha en el verano de 2000 por la A. D. Ceuta con la que juega 20 partidos (6 como titular) y anota 6 goles. 
La temporada siguiente regresa a tierras alicantinas para jugar con el Novelda C. F. marcando 12 goles en 33 partidos. Sergio comienza la temporada 2002-2003 con el C. F. Reus, completando 7 partidos sin marcar, y en el mercado de invierno ficha por el Torredonjimeno Torredonjimeno C. F., también de Segunda B, club con el que participa en 9 partidos sin llegar a marcar ningún gol, perdiendo la categoría al finalizar la campaña. En 2003, Melgarejo ficha por el Ontinyent C. F., y la temporada siguiente la pasa en el U. D. Alzira, donde finaliza su carrera profesional.

## Clubes

### Como jugador
| Club                 | País   | Año       |
| -------------------- | ------ | --------- |
| Valencia C. F. "B"   | España | 1993-1997 |
| Poli Almería         | España | 1997-1998 |
| Valencia C. F. "B"   | España | 1998-1999 |
| Recreativo de Huelva | España | 1999-2000 |
| A. D. Ceuta          | España | 2000-2001 |
| Novelda C. F.        | España | 2001-2002 |
| Torredonjimeno C. F. | España | 2002      |
| C. F. Reus           | España | 2002-2003 |
| U. D. Alzira         | España | 2003-2004 |
| Ontinyent C. F.      | España | 2004      |
| U. D. Carcaixent     | España | 2004-2005 |
| U. D. Vall de Uxó    | España | 2005-2006 |